# Xenesthis monstrosa
Xenesthis monstrosa é uma espécie de aranha pertencente à família Theraphosidae (tarântulas).